# Серенс
Серенс (фр. Cérences) насеље је и општина у северној Француској у региону Доња Нормандија, у департману Манш која припада префектури Кутанс.
По подацима из 2011. године у општини је живело 1826 становника, а густина насељености је износила 70,12 становника/km². Општина се простире на површини од 26,04 km². Налази се на средњој надморској висини од 26 метара (максималној 115 m, а минималној 14 m).

## Демографија
| 1962. | 1968. | 1975. | 1982. | 1990. | 1999. | 2011. |
| ----- | ----- | ----- | ----- | ----- | ----- | ----- |
| 1.741 | 1.833 | 1.865 | 1.858 | 1.777 | 1.757 | 1.826 |

График промене броја становника у току последњих година